# Памятники и памятные места Стокгольма
Памятники, бюсты, мемориалы, памятные знаки, галереи, скульптуры, стелы, фонтаны, памятные доски и закладные камни города Стокгольма — объекты, сооружённые в городе Стокгольме с целью увековечения памяти знаменитых людей и значимых исторических событий, а также созданные с эстетической целью украшения города.

## Памятники и бюсты
| Изображение | Название и современное местоположение                                                        | Описание и краткая история |
| ----------- | -------------------------------------------------------------------------------------------- | -------------------------- |
|             | Статуя Эверта Таубе                                                                          |                            |
|             | Статуя железного мальчика                                                                    |                            |
|             | Монумент святого Георгия убивающего дракона                                                  |                            |
|             | Памятник Густаву III                                                                         |                            |
|             | Статуя Солнечный парус (Ухо КГБ, Шведское ухо) Набережная Риддархольмен ("Рыцарский остров") |                            |
|             | Памятник Ганимеду                                                                            |                            |